# Amores do Meu Forró
Amores do Meu Forró é o sexto álbum de Eliezer Setton, lançado em 2005. Neste álbum o forrozeiro volta à cena. Pela primeira vez, um CD 100% autoral. Em compensação, há três convidados ilustres: Alcymar Monteiro, em "Carga dividida"; e Luiz Vieira e Rildo Hora, em "Liberdade no alçapão". Destaque também para "Bem-vindo a Caruaru", uma exaltação do alagoano à Capital do Forró, além de "Bate-entope com banana", recentemente gravada por Santanna, o Cantador, em seu mais novo álbum (2010).

## Faixas
Todas as composições são de Eliezer Setton.
1. Dá-lhe saudade - 2:56
2. Bate-entope com banana - 3:39
3. Carga dividida - com Alcymar Monteiro - 3:04
4. A cortesã - 3:16
5. De novo outra vez - 3:21
6. Por um triz - 3:14
7. Não carece se avexar - 3:07
8. É melhor eu nem dizer - 3:12
9. Amor demais - 3:08
10. Liberdade no alçapão - com Luiz Vieira e Rildo Hora - 3:19
11. Telhado de estrelas - 3:13
12. Mais amargo que jiló - 2:53
13. Bem-vindo a Caruaru - 3:17

## Músicos
- Eliezer Setton - voz e violão
- Jaques Setton - cavaquinho
- Genaro - sanfona
- Toninho Tavares - baixo
- Wellington - bateria
- Quartinha - zabumba, triângulo e agogô
- Elton Setton, Dora e Walkyria - coro
- Nilsinho Amarante - trombone
- Gilberto Pontes - sax
- Fábio Costa - trompete
- Alcymar Monteiro - voz na faixa 3
- Luiz Vieira - voz na faixa 10
- Rildo Hora - realejo (gaita de boca) na faixa 10